# Rahul Ram
Rahul Ram es un cantante, compositor, bajista y activista social indio. Además forma parte de una banda musical llamada Indian Ocean, que se incorporó en 1991. Empezó a tocar la guitarra y el bajo, cuando cursaba la escuela secundaria en los años setenta. 

## Biografía
Rahul tiene una maestría en Química de la "IIT Kanpur", después de obtener una licenciatura en Química en el "St. Stephens College" en Delhi. Antes de graduarse, completó sus estudios en el "St. Xaviers" en Delhi. En su siguiente grado conocido como "Ph.D." (1986-1990), de la carrera de "Toxicología Ambiental" de la "Universidad de Cornell" (que asistió con la beca  "Andrew White"), se convirtió en un activista de la "Narmada Bachao Andolan" (1990-1995). Más adelante, Rahul se trasladó a los Estados Unidos, para aprender a tocar el saxofón en tono alto, en la que pretendió en aportar al estilo musical de su grupo.
Dentro de su banda, él era conocido como el "Logic Baba", por su racionalidad.  Ha compuesto temas musicales, para interpretar la música playback y que participó para el Bollywood.  Rahul, junto con el "Indian Ocean" miembro Asheem, ha interpretado un tema musical titulado "Yaara Maula" para una película de terror del cine Hindi titulado "Gulaal", basado en la política estudiantil.